# Monte Lema
Il Monte Lema è una montagna di 1.624 m s.l.m. delle Prealpi Luganesi, situata sul confine tra la Svizzera (Canton Ticino) e l'Italia (provincia di Varese).

## Descrizione
Sul versante svizzero è raggiunta da una funivia che parte da Miglieglia. Sulla sommità vi è un ristorante con servizio di piccolo albergo, un osservatorio astronomico amatoriale e una stazione meteorologica con un'antenna radar. La vetta è compresa in un vasto tracciato di sentieri che si snodano su queste prealpi per oltre ottanta chilometri.
La via più frequentata è la traversata dal Monte Lema al Monte Tamaro, si cammina sulla cresta delle montagne e la magnifica vista si estenda dal Lago Maggiore al Lago Ceresio. Meta anche di escursionisti in mountain bike. In passato, tra gli anni sessanta e novanta del XX secolo, il Lema fu anche una piccola stazione sciistica, composta da due scilift, chiusa poi per scarsità di innevamento e mancanza di clientela.
Discendendo verso il versante italiano (comune di Dumenza) si raggiunge il Pradecolo (1184 mlsm), alpe con un rifugio alpino con cappelletta annessa e qualche baita privata.
Poco più in basso (979 m) il monastero benedettino della Santissima Trinità.
Poco a sud-ovest della vetta, lungo la dorsale che scende verso Astano, è presente un'anticima (1518 m s.l.m.) nominata sulle carte Moncucco ma localmente chiamata "Lemino". Questa anticima (ha una prominenza di 20 m circa) è inoltre ben visibile da Luino e da Dumenza. È raggiunta da una traccia nell'erba che si stacca dal sentiero che collega l'Alpe di Dumenza (1380 m) con il Monte Lema.

## Toponimo
Va notato che in lingua italiana si chiama il Lema, ma nel dialetto locale veniva sempre designato come la Lema.

## Galleria d'immagini

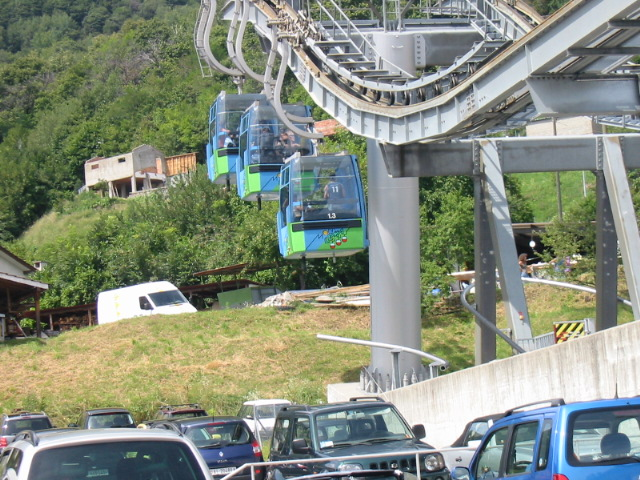
Partenza da Miglieglia.
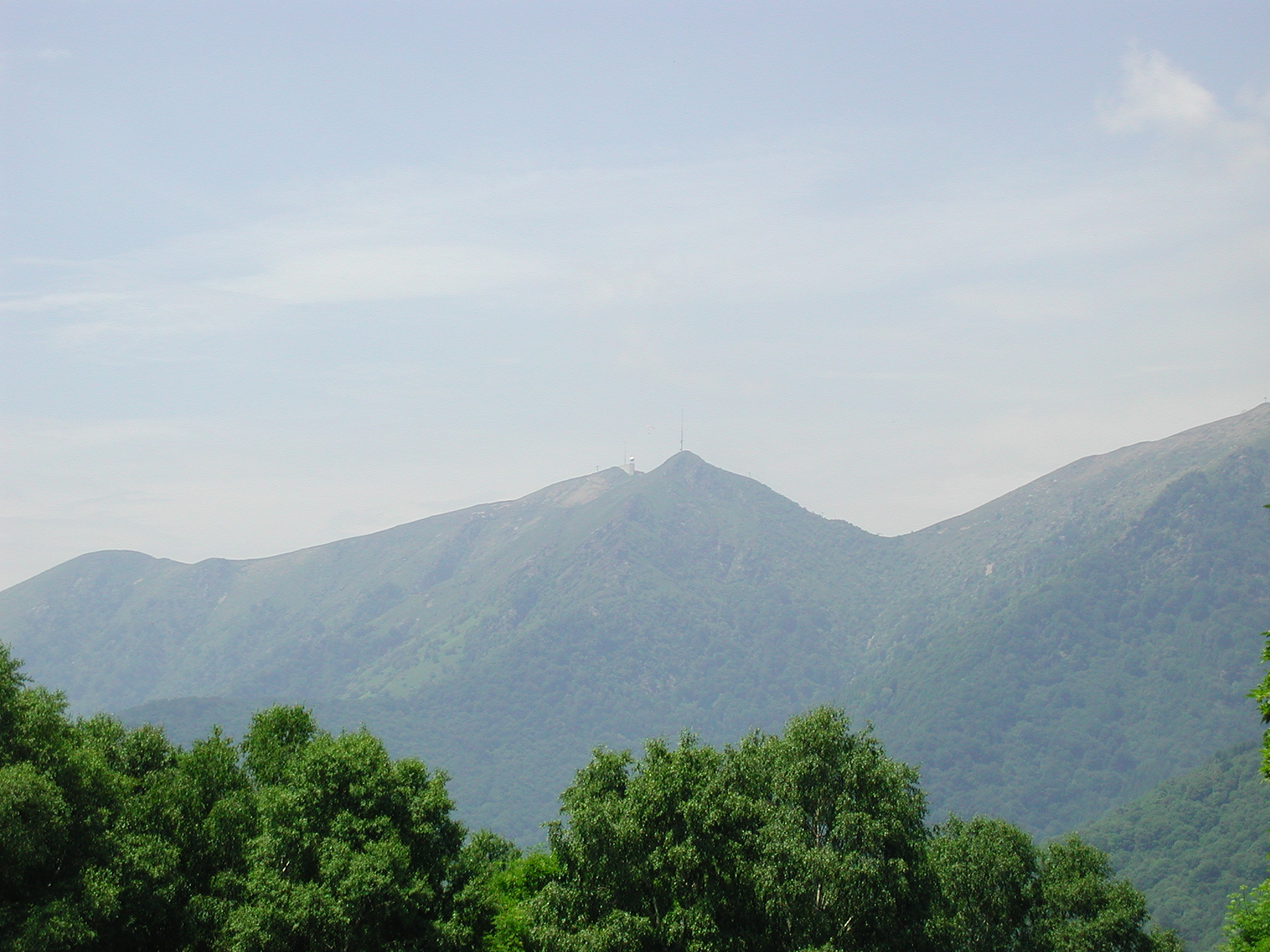
Monte Lema visto da Agra di Arosio.
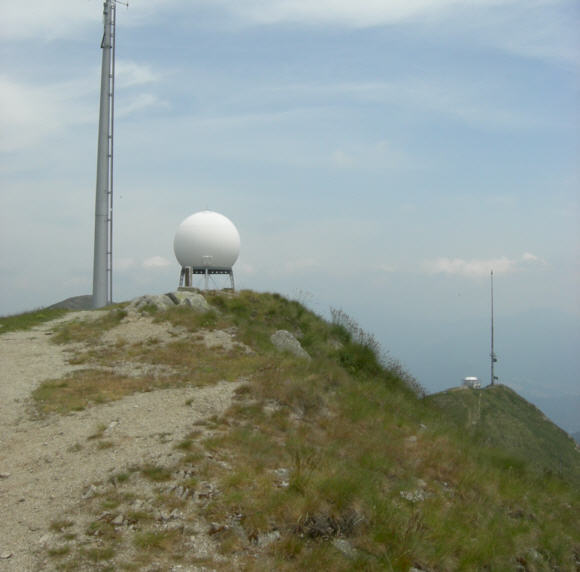
Radar meteorologico del Monte Lema